# Wereldkampioenschappen schaatsen afstanden 2023 - Massastart vrouwen
De massastart vrouwen op de wereldkampioenschappen schaatsen afstanden 2023 werd gereden op zaterdag 4 maart 2023 in het ijsstadion Thialf in Heerenveen, Nederland.
Titelverdediger Marijke Groenewoud prolongeerde haar wereldtitel. Ivanie Blondin veroverde zilver en Irene Schouten was derde. Exact hetzelfde podium als in 2021.

## Uitslag
| #      | Schaatser           | Land             | Ronden | Spr. 1 | Spr. 2 | Spr. 3 | Eindsprint | Punten | Tijd    |
| ------ | ------------------- | ---------------- | ------ | ------ | ------ | ------ | ---------- | ------ | ------- |
| Goud   | Marijke Groenewoud  | Nederland        | 16     |        | 3      | 3      | 60         | 66     | 8.19,36 |
| Zilver | Ivanie Blondin      | Canada           | 16     |        |        |        | 40         | 40     | 8.34,19 |
| Brons  | Irene Schouten      | Nederland        | 16     | 2      |        |        | 20         | 22     | 8.34,37 |
| 4      | Mia Kilburg         | Verenigde Staten | 16     |        |        |        | 10         | 10     | 8.34,67 |
| 5      | Laura Peveri        | Italië           | 16     |        |        |        | 6          | 6      | 8.34,78 |
| 6      | Sandrine Tas        | België           | 16     |        | 2      | 2      | 0          | 4      | 8.45,38 |
| 7      | Yang Binyu          | China            | 16     |        |        |        | 3          | 3      | 8.34,91 |
| 8      | Valérie Maltais     | Canada           | 16     | 3      |        |        | 0          | 3      | 8.36,07 |
| 9      | Ramona Härdi        | Zwitserland      | 16     | 1      | 1      |        | 0          | 2      | 8.40,93 |
| 10     | Magdalena Czyszczoń | Polen            | 16     |        |        | 1      | 0          | 1      | 8.37,35 |
| 11     | Karolina Bosiek     | Polen            | 16     |        |        |        |            | 0      | 8.35,43 |
| 12     | Sumire Kikuchi      | Japan            | 16     |        |        |        |            | 0      | 8.35,93 |
| 13     | Hwang Hyun-sun      | Zuid-Korea       | 16     |        |        |        |            | 0      | 8.36,25 |
| 14     | Michelle Uhrig      | Duitsland        | 16     |        |        |        |            | 0      | 8.36,81 |
| 15     | Chen Aoyu           | China            | 16     |        |        |        |            | 0      | 8.39,04 |
| 16     | Park Ji-woo         | Zuid-Korea       | 16     |        |        |        |            | 0      | 8.41,76 |

2015 · 
2016 · 
2017 · 
2019 · 
2020 · 
2021 · 
2023 · 
2024 · 
2025